# 赫瑞瓦特大学
赫瑞瓦特大学（英語：Heriot-Watt University，又译为海威大学、赫里奧特-瓦特大学）位于苏格兰首府爱丁堡市郊，是英国第八所历史最为悠久的大学，其可追溯到成立于1821年的爱丁堡艺术学院（即全球首所机械学院）。在1966年，学校获皇家特许状成为大学。赫瑞·瓦特大学的校名是为纪念在技术方面做出巨大贡献的苏格兰两位开创者，即英国皇家的金融家乔治赫瑞与詹姆斯·瓦特。
赫瑞瓦特大学在蘇格蘭邊境、奧克尼、迪拜、布城有分校區。其中斯特罗姆内斯的奥克尼校园可通往浮岛技术国际中心（ICIT），此中心是赫瑞瓦特大学享誉国际的石油工程研究院的一部分。还有位于俄罗斯托木斯克市的托木斯克理工大学内的石油工程学院校区。

## 历史
大学的开源可以追溯到爱丁堡商人Leonard Horner和Robert Bryson的一次关于劳动阶层缺乏技术教育的谈话。这使得1821年诞生了“为教授在若干行业实际应用的物理科学而设的机械学教育”。爱丁堡艺术学院作为大学的前身在1821年10月开始招生，成为全球首所机械学院。为了记念蒸汽动力工程师和发明家詹姆斯·瓦特，学校在1852年将名称更改为瓦特艺术学院。学院于1869年允许妇女入读，这使得赫瑞瓦特大学成为平等教育的先驱。19世纪70年代大学在钱伯斯街上进行的建设一度导致了严重的财政困难，后来因为乔治·赫瑞名下的一个基金会的介入而得到缓解。学校在1885年改名为赫瑞瓦特学院；赫瑞取自作为珠宝商，金融家和慈善家的乔治·赫瑞。该校在整个20世纪继续扩张，并在科学和工程等众多领域赢得声誉。在罗宾斯报告的建议下，学校在1966年升格为大学。

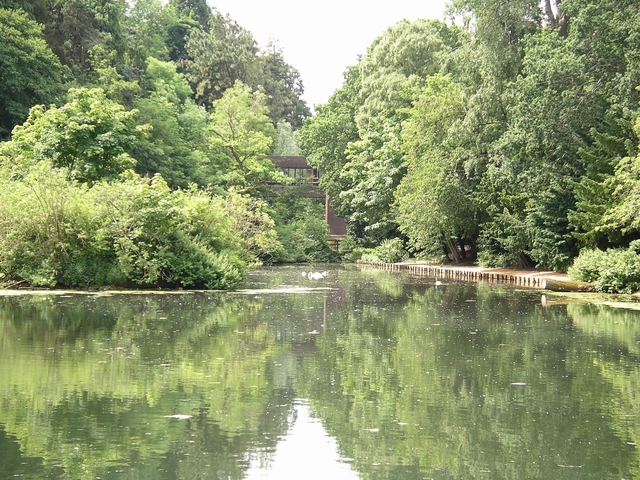
校内的湖泊

1969年，位于爱丁堡西南的Gibson-Craig地区以1分钱的价格转让的方式被赠送给大学。从1971年至1992年，大学逐渐迁移到该地区。由于为了适应城市绿化带，大学的建筑均被控制在4层以下。大学现在的校园占地1.5平方公里，多为爱丁堡以西的草地和林地，离爱丁堡国际机场6分钟车程，城市中心20分钟车程。
作为赫瑞瓦特大学的一个重要组成部分，爱丁堡商学院拥有全球最大之一的工商管理硕士课程，提供定点和远程教育，并有严格评估考试体系。工商管理博士计划，以及相似且有重要的研究内容的课程系列。2005年，大学公布了其在迪拜开设开校的计划，2006年占地3700平方米的校区在迪拜学术城对外开放。赫瑞瓦特大学迪拜分校开设有文科学位，包括商科，会计，财务管理，同时还设有信息技术硕士课程。
最近，瓦特俱乐部庆祝其150周年庆，使其成立英国最古老的同学会。大学在2005年批准建设造价为680万英镑的研究生中心，该建筑已在2008年夏天竣工。在2008年，赫瑞瓦特大学第一次出现在世界大学质量排行榜当中。

## 学校和院系设置
| - 数学和计算机科学学院 - 精算数学及统计学 - 计算机科学 - 数学 - 工程和物理科学学院 - 化学 - 物理 - 电力，电子及计算机工程 - 化学工程 - 机械工程 - 联合研究 | - 建筑及环境学院 - 建筑工程 - 土木工程 - 施工管理及测量 - 城市研究 - 生命科学学院 - 应用心理学 - 生物科学 - 酿造和蒸馏 - 食品科学 - 体育和运动科学 | - 管理和语言学院 - 会计与金融 - 经济学 - 语言 - 法学 - 管理 - 纺织和设计学院 - 爱丁堡商学院 - 石油工程学院 |  |

## 排名
2012年的全國學生普查中，赫瑞瓦特大學排在蘇格蘭第一，全英第四，
2011年被星期天泰晤士報評為2011-2012年度蘇格蘭大學，強調了其畢業生高就業率的優勢。
2012年，在完全大學指南上排在蘇格蘭大學中的第15位，衛報將其排在全英第二十位。

## 国际学习中心
国际学习中心位于开设本科证书课程和硕士预科课程。入读国际学习中心的学生将获得大学学位课程的有条件录取通知书。本科证书课程相当于四年制荣誉学士学位一年级的学位课程，帮助学生直接升读大学二年级本科学位课程。另外，国际学习中心还提供硕士预科课程，并直接衔接赫瑞瓦特大学的六个授课式硕士学位课程。硕士预科国际学习中心位于大学的西南的Pre-master Study Hall（硕士预科学习大堂），毗邻本科预科国际学习中心。另外在学校的东北角还有另一处语言类的国际学习中心。